# Dennis Tito
Dennis Tito (New York, 8. kolovoza 1940.), američki multimilijunaš koji se proslavio postavši prvi turist u svemiru. 
Diplomirao je astronautiku i aeronautiku 1962. na Sveučilištu New York, a kasnije magistrirao znanost i inženjersku znanost na Rensselaer Polytechnic Institute, Troy, New York. Nakon svog puta u svemir, 2002. g, dobio je počasni doktorar na istom institutu. 
Radio je kao znanstvenik u NASA-i. Godine 1972. osnovao je svoju tvrtku za investicijski management Wilshire Associates, sa sjedištemu Santa Monici, Kalifornija. 
Obogatio se i poželio ostvariti stari san i poletjeti u svemir. Bio je spreman za to platiti. Kako mu NASA to nije odobrila, obratio se Rusima, koji su pristali za cijenu od 20 milijuna dolara.
Prošao je test fizičkih sposbnosti i osnovnu obuku, te je 28. travnja 2001. poletio u svemir s letjelicom Sojuz TN-32, koja se spojila s međunarodnom svemirskom stanicom. Proveo je u orbiti ukupno sedam dana, 22 sata i 4 minute.

## Vanjske poveznice
- Space.com Special Report
- Space Tourism after Dennis Tito  Arhivirana inačica izvorne stranice od 20. rujna 2005. (Wayback Machine)
- Space Future - Space Tourism  Arhivirana inačica izvorne stranice od 1. rujna 2005. (Wayback Machine)